# Малий Плоцьк (гміна)
Гміна Малий Плоцьк (пол. Gmina Mały Płock) — сільська гміна у східній Польщі. Належить до Кольненського повіту Підляського воєводства.
Станом на 31 грудня 2011 у гміні проживало 5051 особа.

## Територія
Згідно з даними за 2007 рік площа гміни становила 140.06 км², у тому числі:
- орні землі: 75.00%
- ліси: 19.00%

Таким чином, площа гміни становить 14.90% площі повіту.

## Населення
Станом на 31 грудня 2011:
| Опис     | Загалом | Загалом | Чоловіки | Чоловіки | Жінки | Жінки |
| -------- | ------- | ------- | -------- | -------- | ----- | ----- |
| одиниця  | осіб    | %       | осіб     | %        | осіб  | %     |
| все      | 5051    | 100     | 2546     | 50.41    | 2505  | 49.59 |
| міське   | 0       | 100     | 0        |          | 0     |       |
| сільське | 5051    | 100     | 2546     | 50.41    | 2505  | 49.59 |

## Сусідні гміни
Гміна Малий Плоцьк межує з такими гмінами: Збуйна, Кольно, Ломжа, Новоґруд, Пйонтниця, Ставіські.